# MG-Lola EX257
La MG-Lola EX257 è una vettura da competizione realizzata dalla MG in collaborazione con la Lola nel 2001.

## Sviluppo
La vettura venne costruita in quanto la britannica MG, in base al suo nuovo programma sportivo che prevedeva l'impiego di vetture da corsa in diverse categorie, richiese alla Lola lo sviluppo di un mezzo che potesse competere nella classe LMP675. Da ciò nacque il progetto B01/60, denominato successivamente EX257.

## Tecnica
La EX257 è dotata di telaio monoscocca avvolto in una carrozzeria in fibra di carbonio. Come propulsore era impiegato un MG/AER XP-20 dalla potenza di 500 CV gestita da un cambio sequenziale Lola a sei rapporti.

## Attività sportiva
Tra il 2001 e il 2002 due esemplari della vettura vennero dispiegati dal team ufficiale MG alla 24 Ore di Le Mans, ma in entrambe le occasioni le auto furono costrette al ritiro a causa di guasti e rotture di diverso tipo. Vendute a squadre private, una di esse corse con successo nell'ALMS con il team Dyson, mentre l'altra, schierata nuovamente nelle corse europee, continuò a non registrare successi.